# Felizzano
Felizzano es una localidad y comune italiana de la provincia de Alessandria, región de Piamonte, con 2.433 habitantes.

## Evolución demográfica
| Gráfica de evolución demográfica de Felizzano entre 1861 y 2001 |
|                                                                 |
| Fuente ISTAT - elaboración gráfica de Wikipedia                 |